# Blake Perkins
Blake Alexander Perkins (Litchfield Park, Arizona, 10 de septiembre de 1996), más conocido como Blake Perkins, es un jugador profesional estadounidense de béisbol que se desempeña en la posición de jardinero central en Milwaukee Brewers, equipo de las Grandes Ligas de Béisbol (MLB).

## Carrera
En 2023, Perkins hizo su debut en la MLB con el equipo Milwaukee Brewers, donde lleva jugando dos temporadas.